# Гузанов, Алексей Анатольевич
Алексей Анатольевич Гузанов (род. 13 июля 1972) — российский политический деятель, депутат Государственной Думы ФС РФ третьего созыва (1999—2003) и Государственной Думы ФС РФ четвёртого созыва (2003—2007).

## Биография
Родился в 1972 году, закончил Красноярский Государственный Университет.
Трудился инспектором охраны охранного предприятия «Витязь», был телохранителем авторитетного красноярского предпринимателя Анатолия Быкова.

### Депутат государственной думы
В 1999 году включен в Федеральный список ЛДПР на выборах в Государственную думу 3 созыва. Шел 2 номером по Сибирскому региону федсписка ЛДПР. Список был аннулирован ЦИКом.
Включен в Федеральный список «Блок Жириновского» под номером 15. Избран депутатом, вошёл в комитет ГД по международным делам.
Позже перешёл в комитет Государственной думы по труду и социальной политике, был заместителем председателя комитета.
В 2001 году перешёл во фракцию Единство.
В 2003 году переизбран депутатом Государственной думы от Единой России.

## Награды
- Медаль ордена «За заслуги перед Отечеством» II степени (8 ноября 2007 года) — за заслуги в законотворческой деятельности, укреплении и развитии российской государственности[2]